# Knebel (Familienname)
Knebel ist ein deutscher Familienname.

## Namensträger
- Albert Knebel von Treuenschwert (1817–1890), österreichisch-ungarischer Offizier
- Andreas Knebel (* 1960), deutscher Leichtathlet
- Carl Knebel (1839–1898), deutscher Verwaltungsjurist und Parlamentarier
- Christian Friedrich von Knebel (1743–1802), preußischer Generalmajor
- Daniel Knebel (* 1984), deutscher Politiker
- Ernst Knebel (1892–1945), Generalmajor und Ritterkreuzträger
- Fletcher Knebel (1911–1993), US-amerikanischer Schriftsteller und Journalist
- Franz Knebel (1810–1877), auch Charles-François Knébel, Schweizer Maler
- Friedrich Knebel († 1574), Ratsherr der Hansestadt Lübeck und Admiral der Lübecker Flotte im Dreikronenkrieg
- Fritz Knebel (1914–nach 1971), deutscher Fabrikant
- Gebhard von Knebel Doeberitz (1848–1921), preußischer Gutsbesitzer und Politiker
- Georg von Knebel Doeberitz (1810–1880), preußischer Landrat und Politiker
- Gerd Knebel (* 1956), deutscher Comedian und Musiker
- Gerda Knebel (1919–1992), deutsche Altphilologin
- Hans Dieter Knebel, Burgschauspieler
- Hajo Knebel (1929–2006), deutscher Schriftsteller
- Hans-Joachim Knebel (1929–2004), deutscher Soziologe
- Heinrich Knebel (1801–1859), deutscher Pädagoge und Philologe
- Helmut Knebel (* 1947), deutscher Politiker und Oberbürgermeister von Salzgitter (SPD)
- Henriette von Knebel (1755–1813), Erzieherin und spätere Gesellschaftsdame der sächsischen Prinzessin Karoline Luise von Sachsen-Weimar-Eisenach
- Joachim Knebel (* 1962), deutscher Ingenieur und Bereichsleiter am KIT
- Johann Baptist Knebel (1871–1944), deutscher Dekan und Ehrendomherr
- Johannes Knebel (1413/15–1481), Schweizer Kleriker, Notar und Chronist
- John Albert Knebel (* 1936), US-amerikanischer Politiker
- Jörn Knebel (* 1969), deutscher Fernseh-Schauspieler
- Jurij Knebel (1934–2020), sorbischer Prähistoriker
- Karlheinz Knebel (1951–2017), Domkapitular und Generalvikar im Bistum Augsburg
- Karl Ludwig von Knebel (1744–1834), deutscher Dichter und Übersetzer
- Konrad Knebel (Heimatforscher) (1856–1933), deutscher Lehrer und Historiker
- Konrad Knebel (Maler) (1932–2025), deutscher Maler und Grafiker
- Kristin Knebel (* 1969), deutsche Kunsthistorikerin und Museumsdirektorin
- Leopold Knebel (1810–1854), deutscher Maler
- Ludwig von Knebel Doeberitz (1844–1900), preußischer Gutsbesitzer und Politiker
- Magnus von Knebel (1890–1942), deutscher Agrarpolitiker
- Magnus von Knebel-Doeberitz (1815–1884), preußischer Verwaltungsjurist und Landrat
- Maren Knebel (* 1985), deutsche Kanutin
- Marija Ossipowna Knebel (1898–1985), russische bzw. sowjetische Schauspielerin, Regisseurin und Hochschullehrerin
- Oliver von Knebel Doeberitz (1975–2023), deutscher Sprachwissenschaftler
- Ralph Knebel (Schriftsteller) (1935–1990), deutscher Schriftsteller
- Ralph Knebel (Koch) (* 1973), deutscher Koch
- Rudolf Knebel (1910–1983), deutscher Mediziner
- Ulrich von Knebel (* 1960), deutscher Erziehungswissenschaftler
- Uta Knebel (* 1965), deutsche Ökonomin und Politikerin (BSW, zuvor SED, PDS, Die Linke)
- Walther von Knebel (1880–1907), deutscher Geologe, Vulkanologe und Speläologe
- Wilhelm Friedrich Knebel (1720–1795), württembergischer Hofgerichtsassessor